# Нораванк (футбольний клуб)
Нораванк (вірм. Նորավանք մարզական ակումբ) — вірменська футбольна команда з столиці Вірменії Єреван, заснована у 2020 році.

## Історія
Клуб засновано у 2020 році. Відіграла лише один сезон у Прем'є́р-лі́зі, як володар Кубка Вірменії клуб не отримав ліцензію на участь в єврокубках, а згодом і не подав заявку на участь у першості 2022—23 по факту припинивши існування.

## Досягнення
- Володар Кубка Вірменії (1): 2022

## Стадіон
Команда виступала на «Міському стадіоні» міста Чаренцаван.